# Dulag
Dulag es un municipio filipino de tercera clase, perteneciente a la provincia de Leyte, en las Bisayas Orientales.

## Historia
Hacia mediados del siglo XIX, el lugar tenía contabilizada una población total de 5720 habitantes, repartidos en 953 casas. Aparece descrito en el segundo volumen del Diccionario geográfico, estadístico, histórico de las Islas Filipinas (1851) de Manuel Buzeta Núñez y Felipe Bravo con las siguientes palabras:

DULAG: pueblo con cura y gobernadorcillo, en la isla y prov. de Leyte, dióc. de Cebú; se halla sit. en los 128° 39' 20" long., 10° 59' lat., á la orilla izq. de un riach., y sobre la costa E. de la isla, en terreno llano, y su clima es bastante templado y saludable. Tiene como unas 953 casas, en general de sencilla construccion, distinguiéndose entre estas como mas notables, la casa parroquial y la llamada tribunal ó de comunidad, donde se halla la cárcel. Hay escuela de primeras letras, á la que concurren muchos alumnos, dotada de los fondos de comunidad, é igl. parroquial servida por un cura regular. Próximo á esta se halla el cementerio, que está muy ventilado y es bastante capaz. Comunicase este pueblo con los inmediatos de la costa, por medio de pequeñas embarcaciones, y recibe el correo de la cab. en dias indeterminados. El term. confina por N. con el pueblo de Tanaban (dist. unas 2 ½ leg.); por O. con Dagami (5 leg.); por S. con el r. Maya, y por E. con el mar; el terreno es quebrado y está fertilizado por las aguas de un pequeño r., que corre por él de N. O. á S. E., hállandose en él bosques arbolados de maderas de construccion y ebanistería, caza mayor y menor de javalíes, venados, tórtolas, gallos salvajes, etc., y buena cera y miel, que depositan las abejas en los troncos de los árboles y en todos los sitios abrigados. En las tierras reducidas á cultivo las principales prod. son arroz, maiz, lentejas, algodon, café, cacao, cocos, tabaco, mangas, legumbres y frutas. ind.: el beneficio de sus prod. naturales y agricolas, y varios tejidos de algodon. comercio: esportacion del sobrante de sus cosechas é importancion de los art. de que carecen. pobl. 5,720 alm., 1,210 ½ trib., que ascienden á 12,105 rs. plata, equivalentes á 30,262 rs. vn.
(Buzeta y Bravo, 1851, p. 26)

En 2020, tenía censados 48 992 habitantes.